# 10e Brigade de cavalerie blindée (Pologne)
La 10e brigade de cavalerie blindée (10 Brygada Kawalerii Pancernej) est une unité blindée polonaise formée en France peu avant l'invasion de mai 1940. Elle fut essentiellement formée de vétérans de la 10e brigade de cavalerie motorisée rescapés de la Campagne de Pologne (1939).
Elle ne reçut de l'Armée française son équipement moderne que très tardivement. Elle ne fut en conséquence jamais pleinement opérationnelle, mais certains de ses éléments prirent part à la bataille de France.
Elle fut placée, par le Gouvernement polonais en exil du général Wladyslaw Sikorski, sous le commandement du général Stanisław Maczek et opéra sous commandement opérationnel français.

## Composition

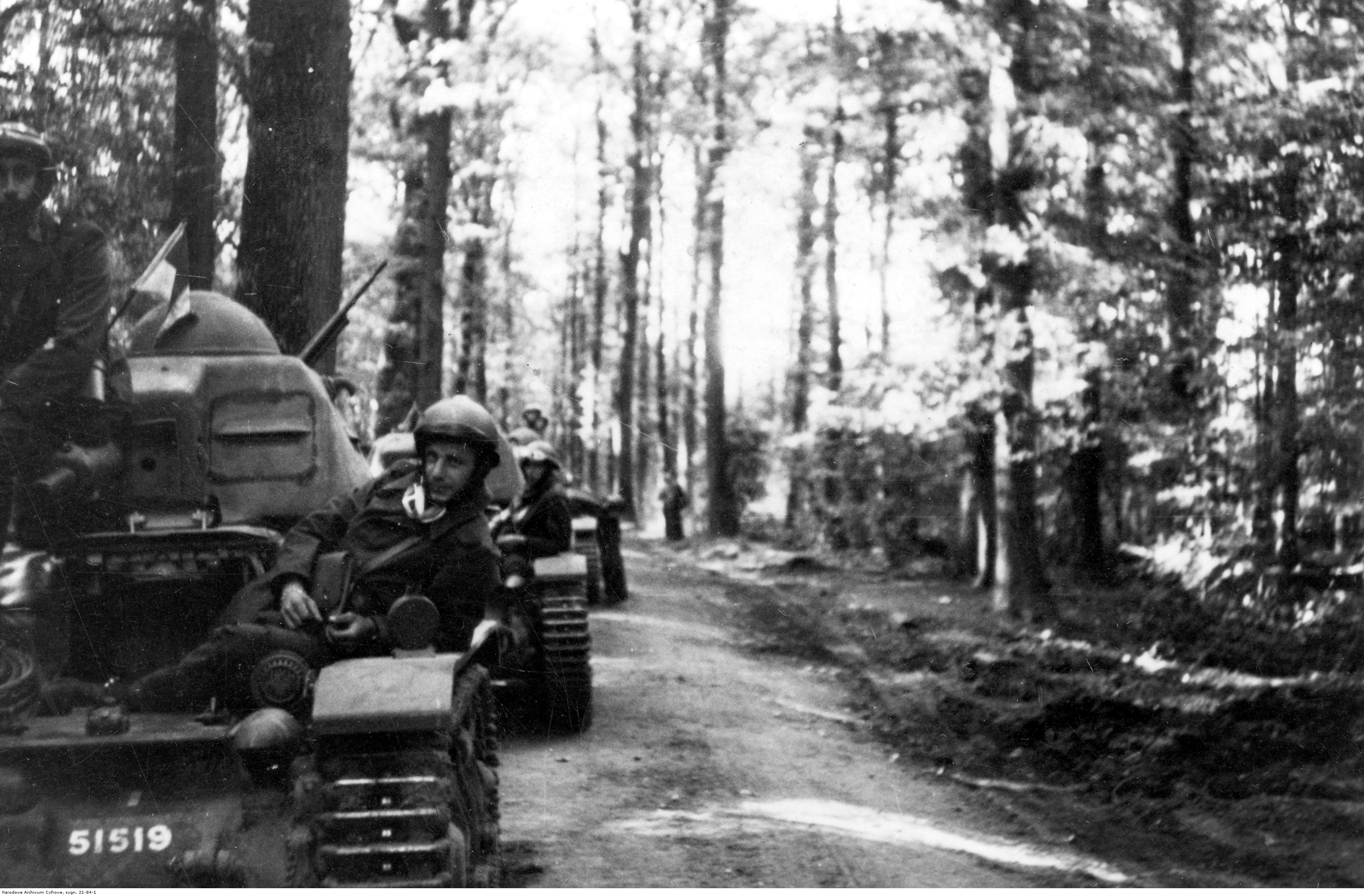
Des chars Renault R35 (à canons SA 38 longs) du 1er bataillon de chars en juin 1940.

Sa configuration théorique était celle d'une division légère mécanique, puis celle d'une brigade légère mécanique. Elle devait être constituée des unités suivantes :
- 1er bataillon de chars (sur R35)
- 2e bataillon de chars (sur R35/R40)
- 24e régiment de lanciers (en) (organisé comme un régiment de dragons portés)
- 10e régiment de chasseurs à cheval (pl) (idem)

La brigade ne peut engager qu'un détachement, dit détachement Maczek, constitué ainsi :
- 1er bataillon de chars
- Bataillon de cavalerie motorisée :
  - Un escadron porté du 24e lanciers
  - Un escadron porté du 10e chasseurs
  - Deux pelotons motocyclistes
- Escadron de transmissions (incomplet)
- Peloton de circulation routière (incomplet)
- Compagnie de sapeurs-mineurs portés
- Compagnie antichar de canons de 25 mm
- Batterie antichar de canons de 47 mm
- Batterie antichar de canons de 25 mm CA

## Théâtres d'opérations

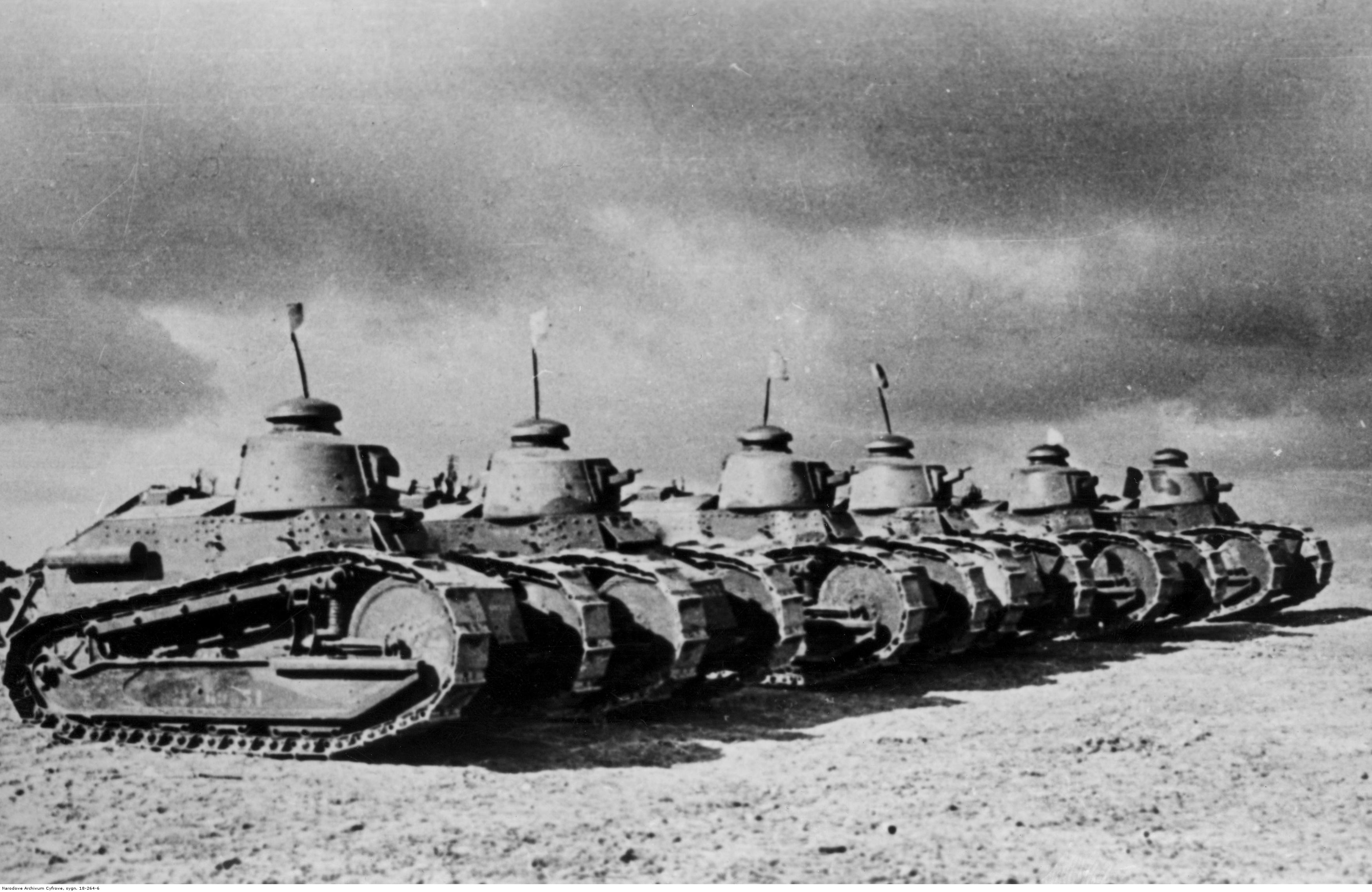
Chars Renault FT utilisés pour l'entrainement.

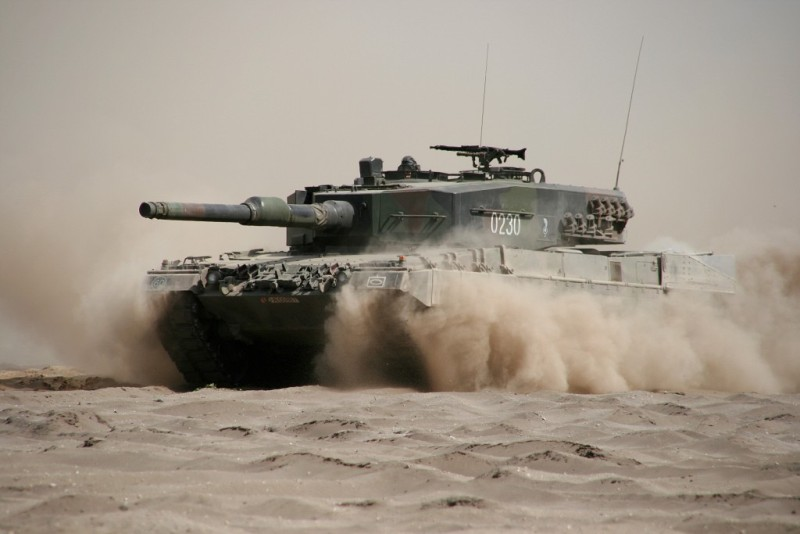
EN 2009, équipé de Léopard 2.

La brigade fut initialement rattachée à la 4e armée française près de Reims, avec pour mission de couvrir son flanc gauche. Cependant, elle était bien trop faible pour contenir les divisions blindées allemandes. Les soldats polonais parvinrent seulement le 13 à couvrir la retraite de la 20e division d’infanterie française en attaquant les forces allemandes à Champaubert.
La brigade dut se retirer avec le reste des troupes françaises et rejoindre le XXIIIe Corps français.
Le 16 juin 1940, la 10e brigade blindée polonaise, par une attaque de nuit, chasse les Allemands de la ville de Montbard mais se vit alors isolée, les unités françaises sur ses deux flancs étant défaites ou en retraite. Le 18 juin, la brigade était pratiquement encerclée et à court d’essence et de munitions. Le général Maczek ordonna la destruction du matériel de l’unité et la dispersion des hommes.
Une formation reprenant son nom est formée en 1942 au Royaume-Uni au sein de la 1re division blindée polonaise de l'Armée polonaise de l'Ouest et participe entre 1944 et 1945 à la Libération de la France, de la Belgique et des Pays-Bas. Elle est officiellement dissoute en 1947/
En 1995, une unité blindée polonaise a repris son nom et ses traditions. Elle est équipée de chars allemands Leopard 2 intégré au sein de la 11e division de cavalerie blindée.